# Hymenophyllum fucoides
Hymenophyllum fucoides là một loài dương xỉ trong họ Hymenophyllaceae. Loài này được Sw. Sw. mô tả khoa học đầu tiên năm 1801.